# Barycnemis tibetica
Barycnemis tibetica là một loài tò vò trong họ Ichneumonidae.